# Pevnost (stavba)

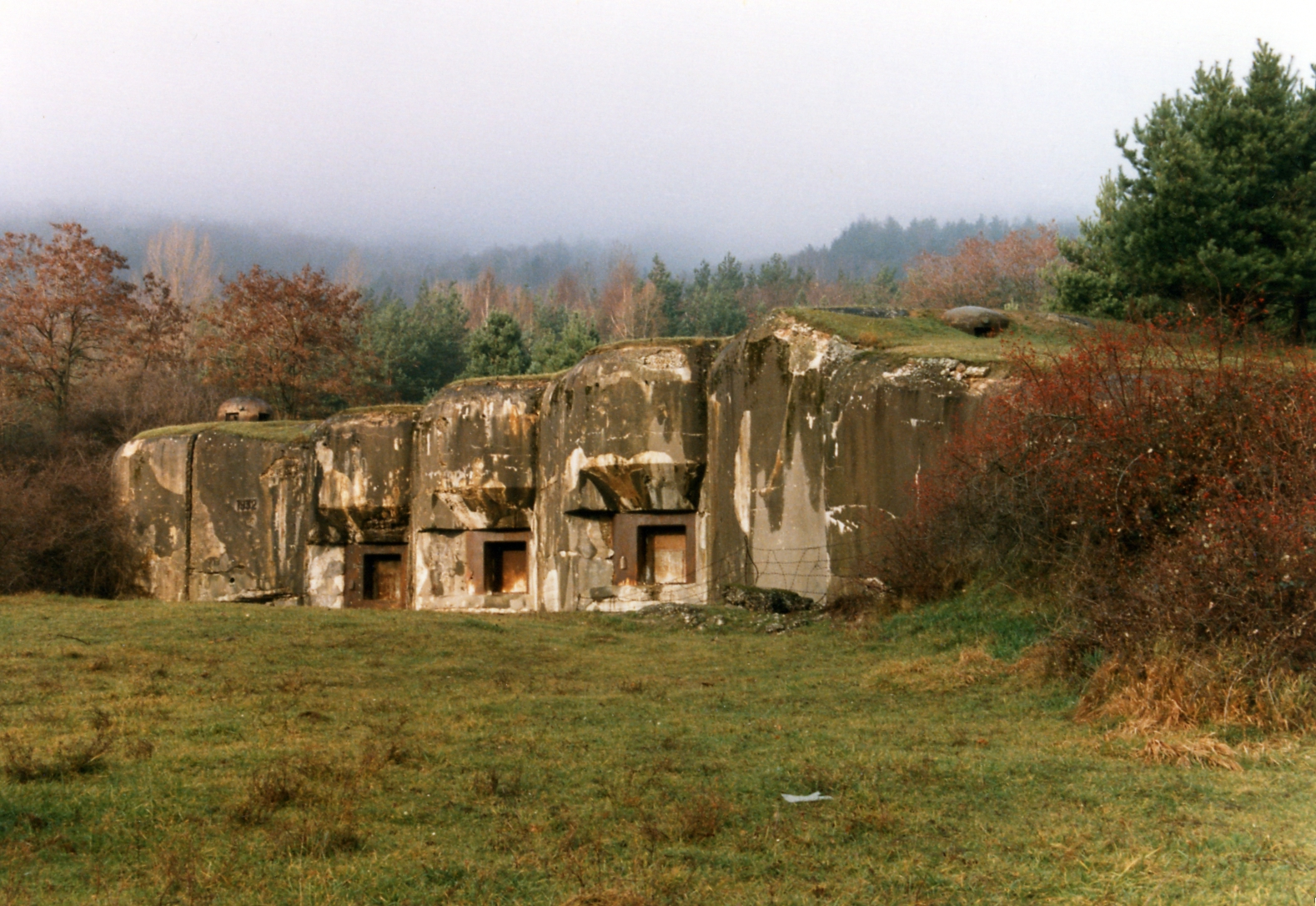
Novodobá pevnost Hochwald, součást Maginotovy linie

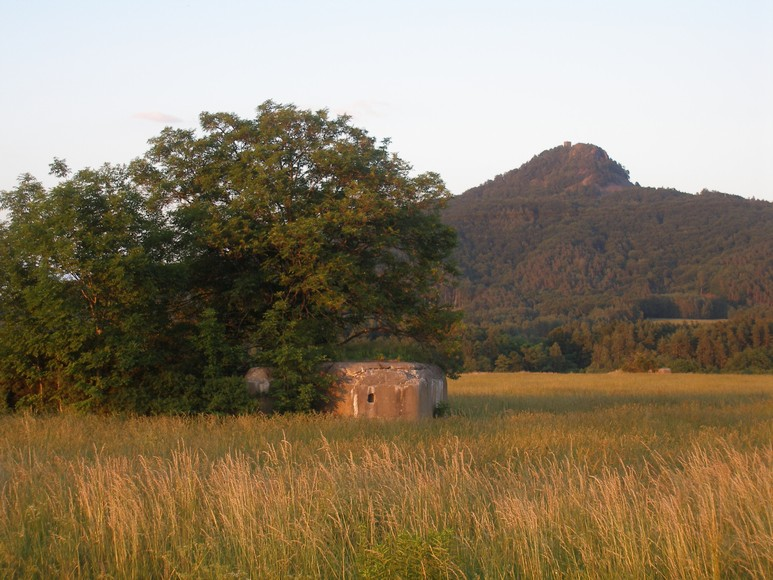
Bunkr tzv. Řopík (Lehké opevnění vzor 37), součást československého pohraničního opevnění, zde u Mimoně, pozadí hora Ralsko

Pevnost je rozsáhlá vojenská stavba se silnými obrannými prvky a poměrně početnou posádkou, která je koncipována tak, aby byla schopna dlouhodobě samostatně odolávat nepřátelským útokům a obléhání.
Prvním národem, který začal budovat pevnostní stavby k ryze vojenským účelům, byli Egypťané. Na strategicky významných místech celé své říše budovali obranné pevnosti a celou síť malých pevností, tzv. migdolů.
Římané při svých vojenských taženích budovali přechodné i stálejší tábory (castra, castra stativa) a na místě obléhání pak polní opevnění zvané circumvallatio, které mělo bránit obráncům v pokusech o proražení obléhacích linií a tzv. contravallatio, které chránilo římské vojsko proti útokům zvenčí.

## Typy pevností
- bastionová pevnost
- fortová pevnost

### Příklady z Česka
- Malá pevnost Terezín – menší část města Terezín na pravém břehu Ohře (za války zde byla věznice pražského gestapa)
- Hlavní pevnost Terezín – větší část města Terezín na levém břehu Ohře (za války zde bylo židovské ghetto)
- Josefov (Jaroměř) – pevnost z doby vlády císaře Josefa II., dnes součást města Jaroměř
- Pevnost Olomouc – opevnění Olomouce, v 16.–19. stol.
- Dobrošov (dělostřelecká tvrz) – součást československého pohraničního opevnění z třicátých let 20. století